# Rdumijiet ta´ Għawdex: Il-Ponta ta´ Ħarrux sal-Bajja tax-Xlendi
Rdumijiet ta´ Għawdex: Il-Ponta ta´ Ħarrux sal-Bajja tax-Xlendi este o arie protejată (arie de protecție specială avifaunistică — SPA) din Malta întinsă pe o suprafață de 57,22 ha, integral pe uscat.

## Localizare
Centrul sitului Rdumijiet ta´ Għawdex: Il-Ponta ta´ Ħarrux sal-Bajja tax-Xlendi este situat la coordonatele 36°02′11″N 14°12′06″E / 36.0365°N 14.2017°E.

## Înființare
Situl Rdumijiet ta´ Għawdex: Il-Ponta ta´ Ħarrux sal-Bajja tax-Xlendi a fost declarat arie de protecție specială avifaunistică în august 2006 pentru a proteja 4 specii de animale.

## Biodiversitate
Situată în ecoregiunea mediteraneană, aria protejată nu include niciun habitat protejat.
La baza desemnării sitului se află mai multe specii protejate de  păsări (4): Calonectris diomedea, pescăruș argintiu (Larus cachinnans), mierlă albastră (Monticola solitarius), Puffinus yelkouan.